# Lucio Saccone
Lucio Saccone (Napoli, 17 novembre 1960) è un doppiatore e direttore del doppiaggio italiano.

## Biografia
Doppiatore professionista, lavora anche come speaker fin dal 1976. Collabora dal 1985 con le principali emittenti radiotelevisive italiane: Rai, Mediaset, La7, Sky). È stato voce di numerosi promo di Rai 1 ed è voce narrante in DVD e radio. Collabora con importanti case editrici italiane (Giunti, Lattanzio Group, E-ducation.it) per la realizzazione di corsi multimediali e progetti di e-learning.
È sposato con la collega Antonella Giannini.

## Doppiaggio

### Cinema
- Stephen Tobolowsky in Eroe per caso, I signori della truffa, Avventure di un uomo invisibile, Inserzione pericolosa, Buona fortuna, Mr. Stone
- Charles Grodin in 4 fantasmi per un sogno, Mia moglie è una pazza assassina?
- Steve Speirs in Pirati dei Caraibi - La maledizione del forziere fantasma, Eragon
- Kyle Gass in Tenacious D e il destino del rock, Tenacious D e post apocalypto
- Steve Buscemi in Billy Bathgate - A scuola di gangster
- John Malkovich ne Gli irriducibili
- Chazz Palminteri in Terapia e pallottole
- Henry Winkler in Colpi da maestro
- Vyto Ruginis in Cliffhanger - L'ultima sfida
- Henry Czerny in Conversazioni con Dio
- Ray McKinnon in The net - Intrappolata nella rete
- Miguel Ferrer in Nome in codice: Nina
- Gary Cole in Nel centro del mirino
- Dennis Lipscomb in Trappola in alto mare
- Jonathan Sagall in Schindler's List - La lista di Schindler
- Ed Begley Jr. in Pagemaster - L'avventura meravigliosa
- Jared Harris in Occhio indiscreto
- John Glover in S.O.S. fantasmi
- Matt Ross in Good Night, and Good Luck
- Tim Russ in Prima o poi s...vengo!
- Daniel Roebuck in Halloween II
- Wayne Newton in 007 - Vendetta privata
- John Savage ne Il padrino - Parte III
- Judd Nelson in Dark Asylum
- Henry Hubchen in C(r)ook
- Richard Jenkins in Coppia d'azione
- Lochlyn Munro in Final Move
- Michael James Ford in Becoming Jane
- Cary Elwes in Oxford University
- Judge Reinhold in Hollywood Palms
- Keith Dallas in Snakes on a Plane
- Henry Darrow in L'inseguimento
- Fred Ward in Cuore di tuono
- Ron White in Screamers - Urla dallo spazio
- Jake Weber in La regola delle 100 miglia
- Tim Daggett in Stick It
- Troy Winbush in The Principal - Una classe violenta
- James Eckhouse in Junior
- Tony Shalhoub in A Civil Action
- Skipp Sudduth in Money Train
- John M. Jackson ne Il destino nella culla
- Peter Gerety in Scambio di identità
- Arthur Mendoza in Massima copertura
- Andrew Bryniarski in Hudson Hawk - Il mago del furto
- Al Trautwig in Cool Runnings - Quattro sottozero
- Stewart Bick in Grey Owl - Gufo grigio
- John Bedford Lloyd in Facile preda
- Ramon Franco in Nella tana del serpente
- Donald L. Shanks in Tre piccole pesti
- Marc Alaimo in Tango & Cash
- Frank Sivero in un piedipiatti e mezzo
- Ray McKinnon in The Badge - Inchiesta scandalo
- Stephen Shellen in Dr. Jekyll e Miss Hyde
- Neil Kirk in Avalon
- Joe Folau ne L'altro lato del paradiso
- George de la Peña in Poliziotto in blue jeans
- Mark Beltzman in Pioggia di soldi
- Pete Koch in Seduttore a domicilio
- Julian Fellowes in Viaggio in Inghilterra
- Brian McNamara in Una promessa mantenuta
- William Richert ne Il cliente
- Corey Parker Robinson ne Il collezionista di occhi
- Peter Stebbings in Sola nella trappola
- Jack Gilpin in Barcelona
- Stephen Wesley Bridgewater in Accerchiato
- Peter Cotton in Tempesta baltica
- Asen Blatechki in Hell - Esplode la furia
- Robert Price in L'uomo senza legge
- Alun Armstrong in Ghiaccio blu
- Christian Baskous in Glory - Uomini di gloria
- Jean-Louis Tribes in Gangsters
- Stanislav Varkki ne La casa dei matti
- Antonio Durán in Princesas
- Jorge Yaman in Valérie - Diario di una ninfomane
- Byung-ho Son in Tube
- Peter Mackenzie in È complicato

### Film d'animazione
- S.T.E.V.E in Free Birds - Tacchini in fuga
- Gastone in Titanic - La leggenda continua
- Von Cam Shaft in Car's Life 2
- Clank in Trilli e il segreto delle ali
- Porter in Il trenino Thomas - Thomas e i trenini coraggiosi

### Televisione
- Nick Dunning in Da Vinci's Demons
- Joe Chrest in Stranger Things
- Wilfried Hochholdinger in Suor Pascalina - Nel cuore della fede
- Clyde Kusatsu ne Il segreto del mare
- Nick Searcy in A proposito di Sarah
- Ric Reitz in Una star in periferia (terza stagione)
- Lennart Jähkel in Omicidi tra i fiordi
- Gary Cole in Suits
- Jon Gries in Jarod il camaleonte
- Richard Belzer in Law & Order - Unità vittime speciali
- Lee Tergesen in Generation Kill
- Eric Roberts in C-16 FBI
- Ryan O'Neal in Bones
- Stephen Fry in Veep - Vicepresidente incompetente
- Hugh Bonneville ne L'ispettore Barnaby
- Henry Czerny in Possessed
- Miquel García Bordá ne La casa di carta
- Dietmar Lahaine e Norbert Stöß ne La strada per la felicità
- William Mang ne La strada per la felicità
- Henry Zakka in Pasión prohibida, Cristal e Topazio
- Jean Pierre Noher in Manuela
- Antonio Caride in Grecia
- Dave Maldonado in Will Trent

### Serie animate
- Azulongmon in Digimon Adventure 02 e Digimon Tamers
- Dottor Possible in Kim Possible
- Padre in Cédric
- Rudolph ne I misteri di Providence
- Papà in Kampung Boy
- Mastro Sfoglia in Winx Club
- Harvey in Monster Allergy
- Gar Saxon in Star Wars Rebels

### Programmi TV
- Tommy Christmas in Fat N' Furious: grassi ma veloci

### Videogiochi
- Mosé in Mosé, il profeta della libertà
- Gremlin Giallo in Epic Mickey 2: L'avventura di Topolino e Oswald[1]

## Direzione del doppiaggio

### Cinema
- Slenderman
- Peterloo
- Oro verde - C'era una volta in Colombia
- Strange Weather
- Illang - Uomini e lupi
- Operation Finale
- Tetris

### Serie televisive
- La casa di carta
- La casa di carta: Corea
- Avvocato di difesa - The Lincoln Lawyer
- Inventing Anna
- Shrinking
- Squid Game
- Blood & Water
- The Serpent
- The Expanse (prime tre stagioni)
- Happy!
- Glitch
- Krypton
- The Spy
- Rebellion
- Il caso

### Documentari
- It Takes a Lunatic - a Tribute to Wynn Handman
- La casa di carta - Il fenomeno
- La casa di carta da Tokyo a Berlino